# Dunam
En dunam (tyrkisk: dönüm), også kendt som donum eller dunum og som den gamle, tyrkiske eller osmanniske stremma, var den osmanniske arealenhed, som svarede til den græske stremma eller engelske acre, som repræsenterer det areal, som et spand okser kunne pløje på en dag. Den juridiske definition var 40 standardskridt langt og bredt, men det faktiske areal varierede betydeligt fra lidt over 900 m² i Palæstina til omkring 2.500 m² i Irak.
Enheden bruges stadig i mange lande, som tidligere var under osmannisk styre, om end den nye' eller metriske dunam er blevet omdefineret som præcis en dekar (1000 m²), på linje med den moderne græske stremma. 

## Historie
Navnet dönüm, fra det osmannisk-tyrkiske dönmek (دونمك, "at dreje"), lader til at være et låneord fra det byzantinsk græske  stremma og havde den samme størrelse. Den blev formentlig adopteret af osmannerne fra byzantinerne i Mysia-Bithynia.
The Dictionary of Modern Greek definerer den gamle osmanniske stremma som omkring 1.270 m², men Costas Lapavitsas brugte værdien 1.600 m² i regionen Naoussa i begyndelsen af det 20. århundrede.

## Definition

### Albanien, Bosnien og Herzegovina, Serbien, Montenegro
I Bosnien og Herzegovina og også Serbien kaldes enheden dulum (дулум) eller dunum (дунум). I Albanien kaldes den dynym eller dylym. Den er lig med 1.000 m².

### Bulgarien
I Bulgarien bruges dekar (декар).

### Cypern
På Cypern er en donum 1.338 m². I republikken Cypern bruger ældre græsk-cyprioter stadig donum, selv om den gradvis bliver erstattet af et andet lokalt græsk-cypriotisk dialektord,   σκάλες ['skales], frem for det fastlands-græske stremma. Officielt bruger Cypern kvadratmeter.

### Grækenlænd
I Grækenland kaldes den gamle dönüm for en tyrkisk stemma, mens en stremma i dag er præcis lig med en dekar, ligesom den metriske dönüm.

### Irak
I Irak er en dunam 2.500 m².

### Syrien, Israel, Palæstina, Jordan, Libanon og Tyrkiet
I Israel, Palæstina, Syrien, Jordan, Libanon og Tyrkiet er en dunam 1.000 m², hvilket er 1 dekar. Inden opløsningen af det Osmanniske Rige og i de tidlige år af Mandatområdet i Palæstina var størrelsen på en dunam 919,3 m², men i 1928, blev den metriske dunam på 1.000 m² indført, og den bruges stadig.

## Variationer
Andre lande bruger en dunam af forskellig størrelse heriblandt Libyen, Syrien, Albanien og landene i det tidligere Jugoslavien. Den metriske dunam er især nyttig ved hydrologiske beregninger, da  1 dönüm gange 1 mm giver præcis 1 m³.

## Eksterne kilder
- Fremmed mål og vægt i almindelig brug Arkiveret 21. august 2009 hos  Wayback Machine (engelsk)
- Ordbog over enheder Arkiveret 30. maj 2010 hos  Wayback Machine(engelsk)
- Variable donum i Tyrkiet Arkiveret 22. april 2005 hos  Wayback Machine(engelsk)
- Opsummering baseret på FN håndbog Arkiveret 13. august 2009 hos  Wayback Machine(engelsk)